# 芦苇

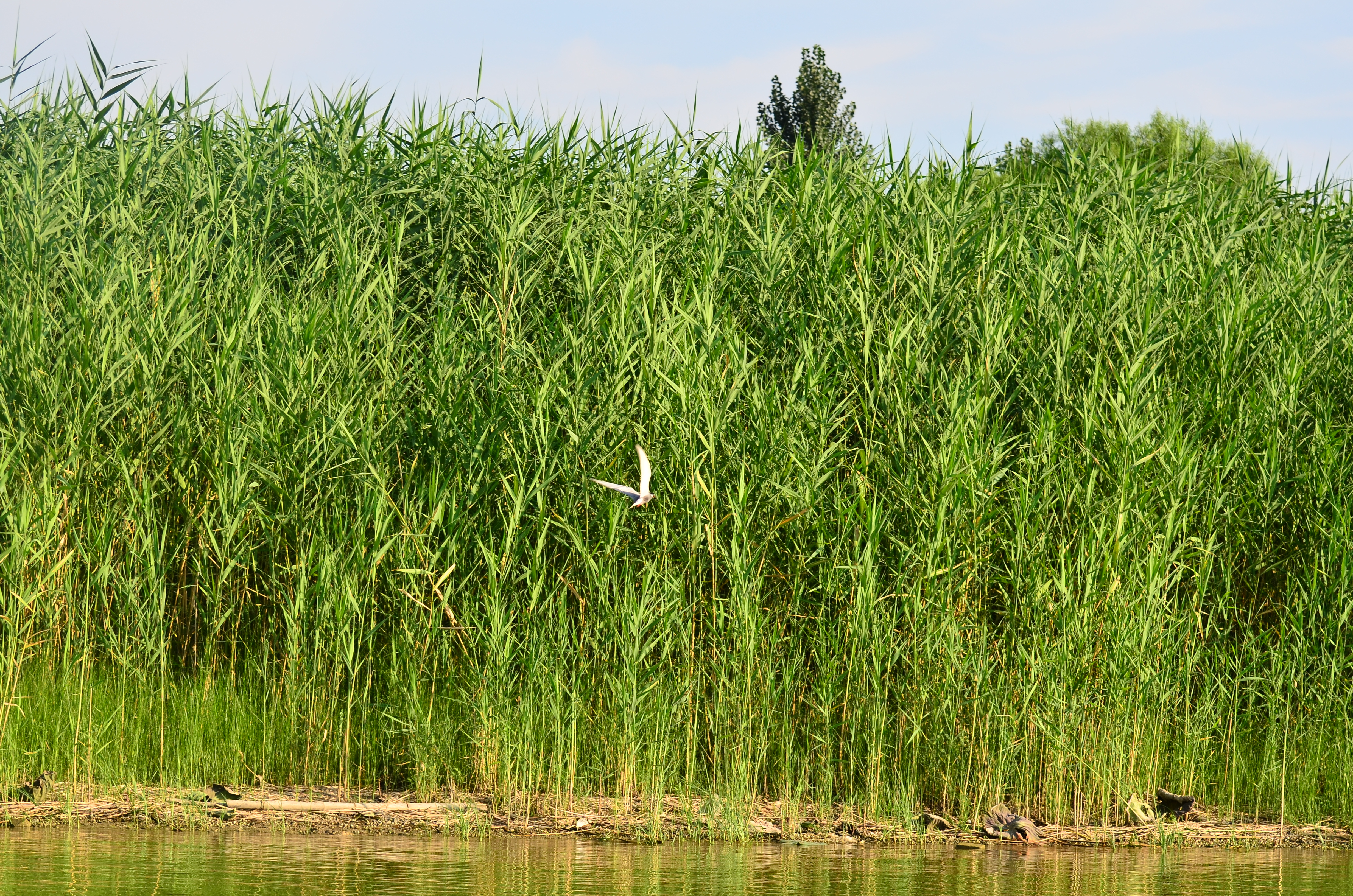
白洋淀的芦苇

蘆葦（学名：Phragmites australis）屬於禾本科蘆竹亞科（Arundinoideae）的蘆葦屬，是生长于沼泽、河沿、海滩等湿地的一种多年生植物，遍布于全世界温带、亚热带及热带地区。

## 形态
多年生草本植物，地下有匍匐的根茎，可以在适合的地区迅速地铺展繁殖，一年可以平铺延伸5米以上。
茎: 地上茎硬挺，中空，莖節明顯，可高达2-6米。美洲亚种植株比较矮小。
叶: 葉互生，葉鞘圓筒形抱莖，平行葉脈，全緣，狹長似竹葉，可长达20-50厘米。
花: 圆锥花序，花穗长10-40厘米，每个小穗有4-7朵小花，屬风媒花。花剛開出來時帶有些綠色，之後花穗轉為黃褐色，於九月至十月開花

## 用途
蘆葦桿含有纖維素，可以用來造纸和人造纖維。中國從古代就用蘆葦编制“葦席”鋪炕、盖房或搭建臨時建築。蘆葦莖用於屋頂覆蓋時叫茅葺。古代各國都有用蘆葦的空莖制造的樂器——蘆笛，蘆葦莖内的薄膜做笛子的笛膜使用。蘆葦穗可以作掃帚，花絮可以充填枕頭。
在臺灣西拉雅族的傳統裡，會把蘆葦葉或檳榔葉放進壺裡祭拜，也就是所謂的祀壺信仰。
此外芦苇还可以清洁水源，常用于中等面积的水源（沼泽地）。

### 中藥

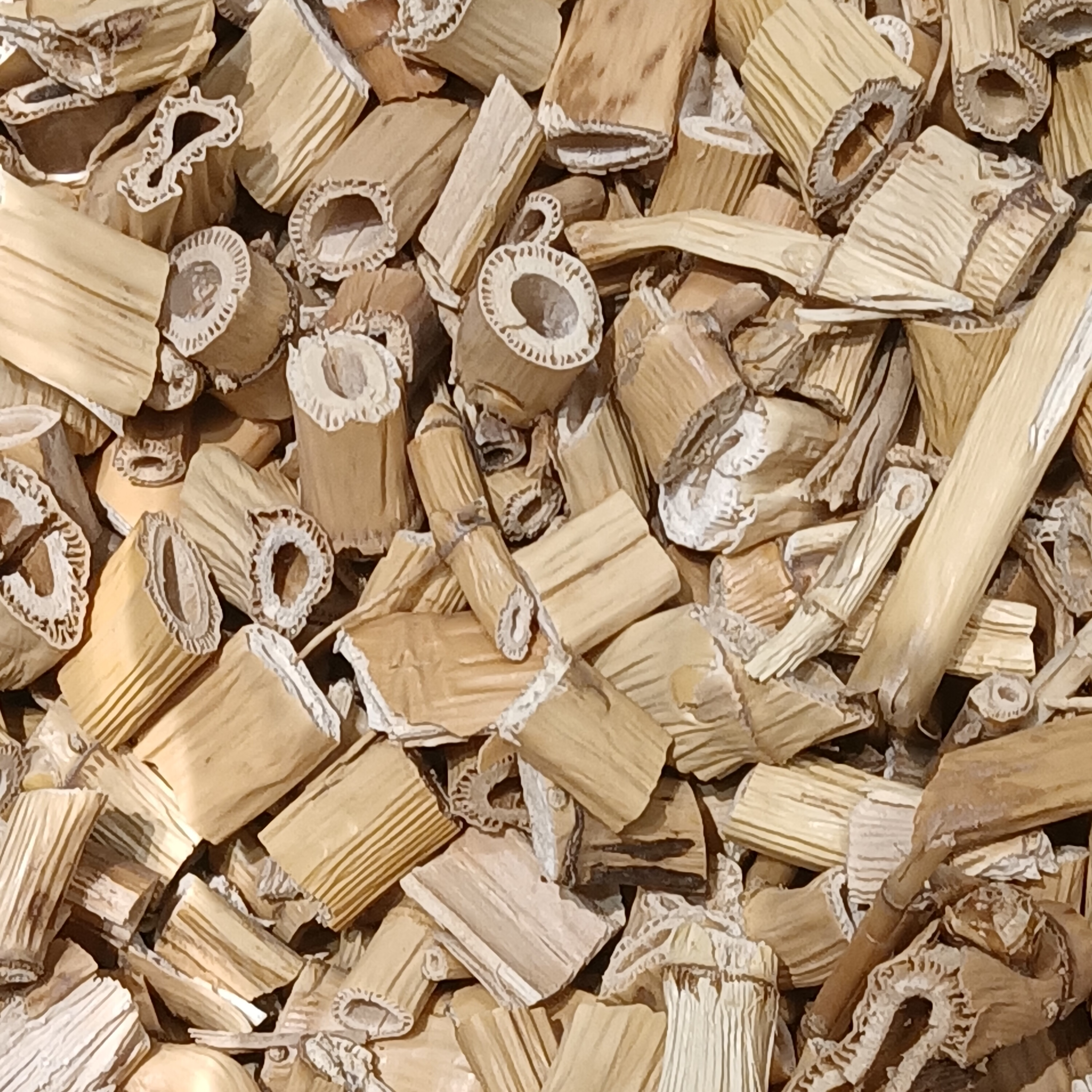
市售的中药芦根

蘆根，即蘆葦的根部，又稱葦莖，乃是一種中藥。蘆根性寒、味甘，能清胃火、除肺热，主治熱病烦渴、胃熱嘔吐、肺癰等症。

### 樂器配件
蘆葦的內膜可作為中國笛之笛膜，梆笛、小笛適合用較厚的膜；曲笛（崑笛）、大笛則適合用較薄的膜，若前者反之，則音色太過尖銳；後者反之，則聲音不夠清晰透亮。

## 故事传说
中国古代故事《芦花记》
讲闵子骞的后母用棉花給自己親生的孩子做棉襖，虐待子骞，用芦花为他做冬襖，虽厚软但不暖和，闵子骞寒冷無措，父親發現此事，大怒，想要休妻，閔子骞居然還為後母求情。可見閔子騫的孝順。

## 延伸阅读
[在维基数据编辑]
 《欽定古今圖書集成·博物彙編·草木典·蘆部》，出自陈梦雷《古今圖書集成》
 《植物名實圖考·蘆》，出自吳其濬《植物名實圖考》